# Наситена мазнина
Наситените мазнини са мазнини, състоящи се от триглицериди, които съдържат само наситени мастни киселини.
Мазнините, които се срещат в живата материя, съдържат различни пропорции от наситени и ненаситени мазнини. Храни, съдържащи голямо количество наситени мазнини, са: краве масло, лой, растително масло, палмово масло, млечни продукти (особено каймакът и сиренето), месо, шоколад и др.
Има няколко вида естествени ненаситени мазнини, които се различават по броя на въглеродните атоми (от 1 до 24). Тези мазнини имат двойни връзки между въглеродните си атоми във веригата. Оттук следва, че те са наситени и с водородни атоми.